# Малдити (гміна)
Гмі́на Малди́ти (пол. Gmina Małdyty) — сільська гміна у північній Польщі. Належить до Острудського повіту Вармінсько-Мазурського воєводства.
Станом на 31 грудня 2011 у гміні проживало 6518 осіб.

## Територія
Згідно з даними за 2007 рік площа гміни становила 188.94 км², у тому числі:
- орні землі: 60.00%
- ліси: 24.00%

Таким чином, площа гміни становить 10.71% площі повіту.

## Населення
Станом на 31 грудня 2011:
| Опис     | Загалом | Загалом | Чоловіки | Чоловіки | Жінки | Жінки |
| -------- | ------- | ------- | -------- | -------- | ----- | ----- |
| одиниця  | осіб    | %       | осіб     | %        | осіб  | %     |
| все      | 6518    | 100     | 3269     | 50.15    | 3249  | 49.85 |
| міське   | 0       | 100     | 0        |          | 0     |       |
| сільське | 6518    | 100     | 3269     | 50.15    | 3249  | 49.85 |

## Сусідні гміни
Гміна Малдити межує з такими гмінами: Залево, Міломлин, Моронґ, Пасленк, Рихлики, Старий Дзежґонь.